# Phlogomera bicolor
Phlogomera bicolor là một loài bướm đêm thuộc phân họ Arctiinae, họ Erebidae.